# Systropus gracilis
Systropus gracilis är en tvåvingeart som först beskrevs av Günther Enderlein 1926.  Systropus gracilis ingår i släktet Systropus och familjen svävflugor. Inga underarter finns listade i Catalogue of Life.